# Chilocoristes
Chilocoristes is een geslacht van kevers uit de familie bladkevers (Chrysomelidae).
De wetenschappelijke naam van het geslacht werd in 1895 gepubliceerd door Julius Weise.

## Soorten
- Chilocoristes fasciatus Medvedev, 1999
- Chilocoristes fulvus Medvedev, 1999
- Chilocoristes mohamedsaidi Medvedev, 1999
- Chilocoristes poggii Medvedev, 2002
- Chilocoristes thailandicus Medvedev, 1999